# Tramway de Gotha
Le tramway de Gotha est le réseau de tramways implanté dans la ville de Gotha, en Allemagne (land de Thuringe). Créé en 1894 et électrifié dès le début, le réseau compte aujourd'hui cinq lignes, et est exploité par Thüringerwaldbahn und Straßenbahn Gotha GmbH (TWSB). Le Chemin de Fer de la forêt de Thuringe est également intégré dans le réseau urbain.

## Réseau actuel

### Aperçu général
Le réseau compte cinq lignes :
| Ligne | Trajet                                                                        | Longueur                            | Durée du trajet | Nombre de stations | Fréquence |
| ----- | ----------------------------------------------------------------------------- | ----------------------------------- | --------------- | ------------------ | --------- |
| 1     | Hauptbahnhof – Kreiskrankenhaus                                               | 6,1 km                              | 22 min          | 15                 | 10 min    |
| 2     | Hauptbahnhof – Ostbahnhof                                                     | 3,0 km                              | 12 min          | 8                  | 20 min    |
| 3     | Waltershäuser Straße – Ostbahnhof                                             | 4,0 km                              | 14 min          | 10                 |           |
| 4     | Thüringerwaldbahn Gotha – Waltershausen Gleisdreieck – Friedrichroda – Tabarz | 21,7 km (22,5 km inkl. Krankenhaus) | 58 min          | 22                 | 30 min    |
| 6     | Waltershausen Gleisdreieck – Waltershausen Bahnhof                            | 2,4 km                              | 7 min           | 5                  | ≈30 min   |